# نیرمالا (رمان)
نیرمالا (هندی: निर्मला) (به انگلیسی: Nirmala) یک رمان داستانی هندی است که توسط پریم‌چند، نویسنده هندی به نگارش درآمده است. این رمان ملودرام بر اساس محوریت زندگی نیرمالا است، دختر جوانی که به اجبار با مردی که هم سن پدرش است و زنش فوت کرده بود، ازدواج کرد. این رمان حزن‌انگیز برای اولین بار بین سالهای ۱۹۲۵ و ۱۹۲۶ منتشر شد. داستان از ماجرای تخیلی برای برجسته سازی دورانی از دههٔ ۱۹۲۰ که اصلاحات اجتماعی ضرورت زیادی داشت، بهره برده‌است. رمان توسط چند مترجم خبره ترجمه گردید. رمان نیرمالا برای اولین بار در سال ۱۹۸۸ توسط دیوید روبین ترجمه گردید که این مترجم نام این کتاب ترجمه شده را همسر دوم نام گذاشت، هم چنین در سال ۱۹۹۹ توسط آلوک رای، نوه پریم‌چند تحت عنوان نیرمالا ترجمه و چاپ گردید.   

## نکات
1. ↑  هرچند «نیرمالا» (هندی: निर्मला) به معنی «پاکدامن» یا «منزه» است، دیوید روبین، مترجم اول، عنوان کتاب را همسر دوم نام گذاشت.